# William McKenzie Morrison
William McKenzie Morrison (23. března 1857 – 24. března 1921) byl americký fotograf nejznámější fotografiemi divadelních umělců v Chicagu ve státě Illinois.

## Životopis
Morrison se narodil v roce 1857 v Detroitu v Michiganu, ale do Chicaga se přestěhoval na začátku americké občanské války. Ve věku deseti let začal pracovat ve fotografickém studiu. Navštěvoval Metropolitan Business College v Chicagu, promoval v roce 1879 a své vzdělání využil k řízení série fotografických ateliérů až do roku 1889, kdy si otevřel vlastní studio umístěné v divadle Haymarket. V roce 1899 přestěhoval své studio z divadelní budovy na své vlastní místo.
Kromě fotografie měl Morrison řadu obchodních zájmů, včetně obchodování s nemovitostmi nebo práce na ranči. V roce 1911 odešel z oblasti fotografie a prodal své podnikání svým zaměstnancům. Pro Morrisona pracovala mimo jiné také fotografka Clara Louise Haginsová.

## Galerie

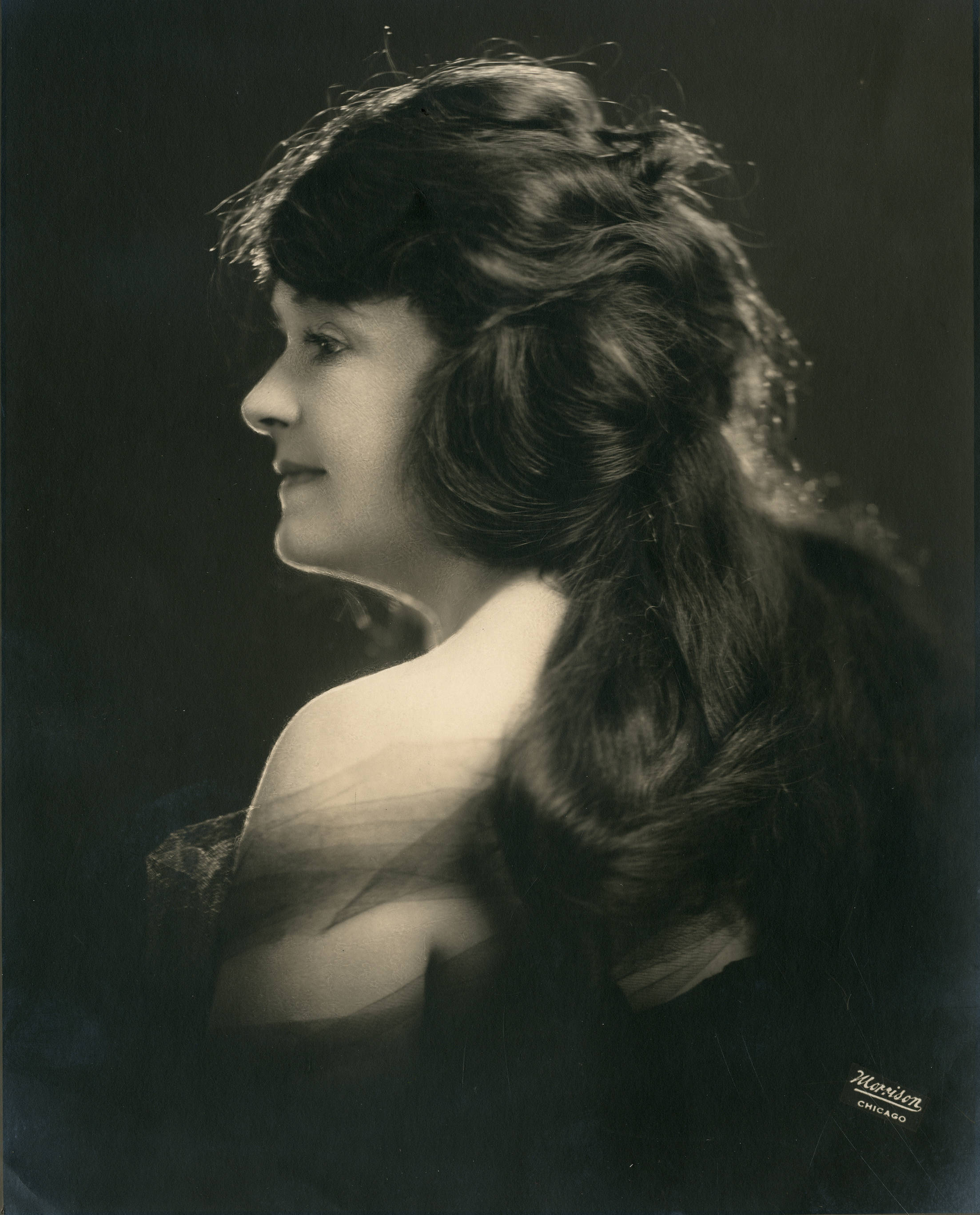
Clara Morton, vaudeville actress
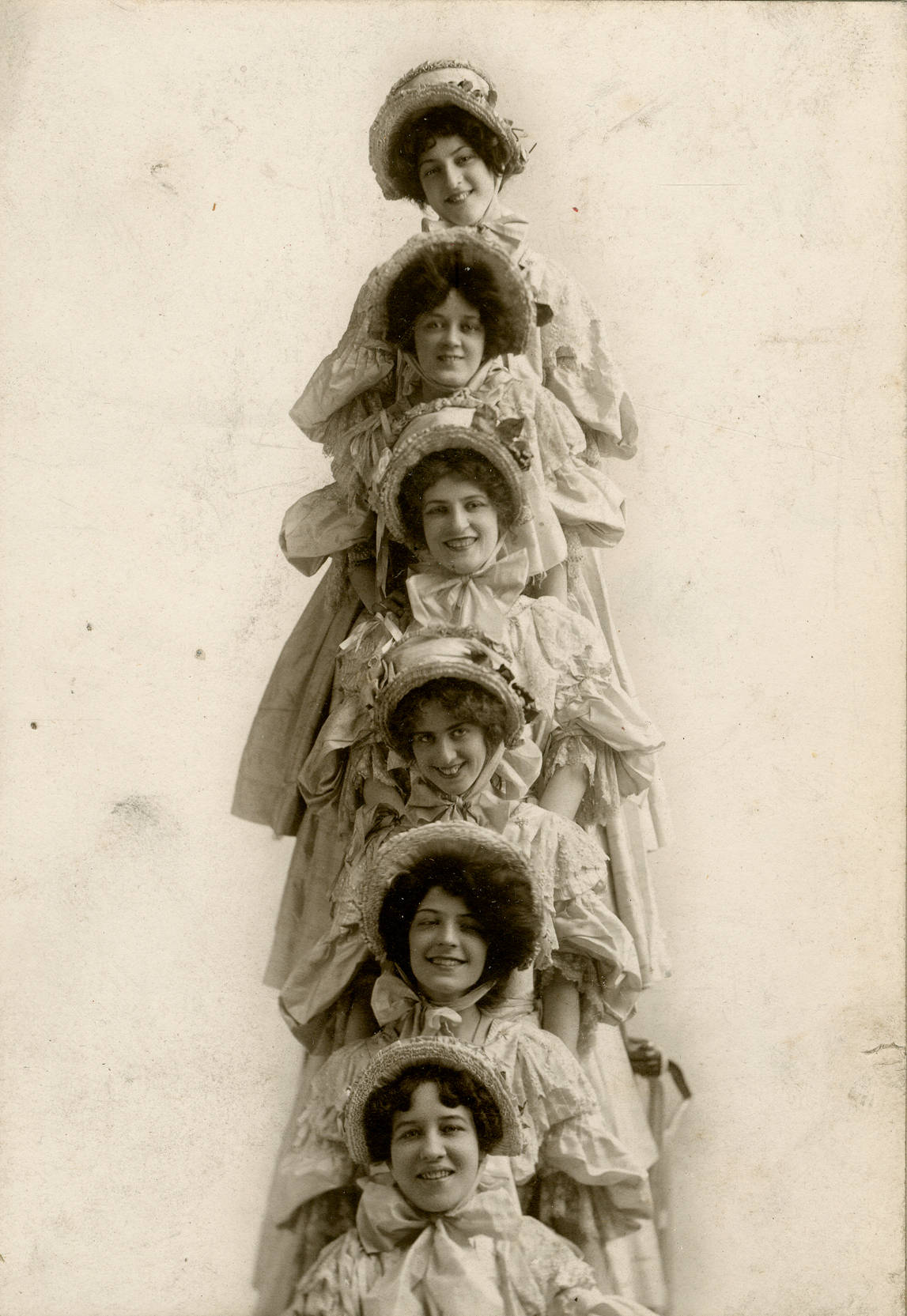
A scene from "Little Johnny Jones"
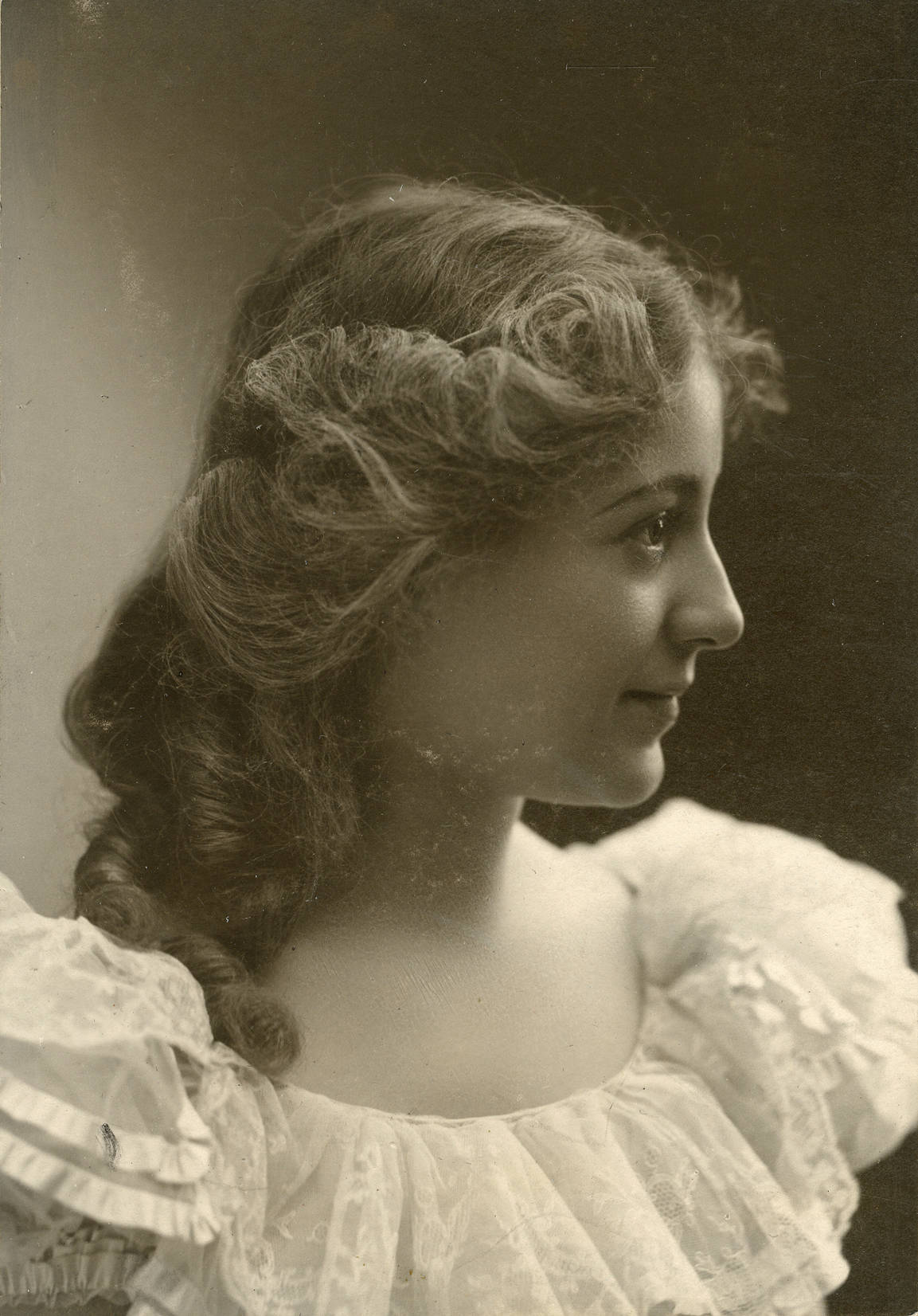
Helen Byron, stage actress
Lillian Russell, 1861-1922, bust portrait, facing right, wearing plumed hat
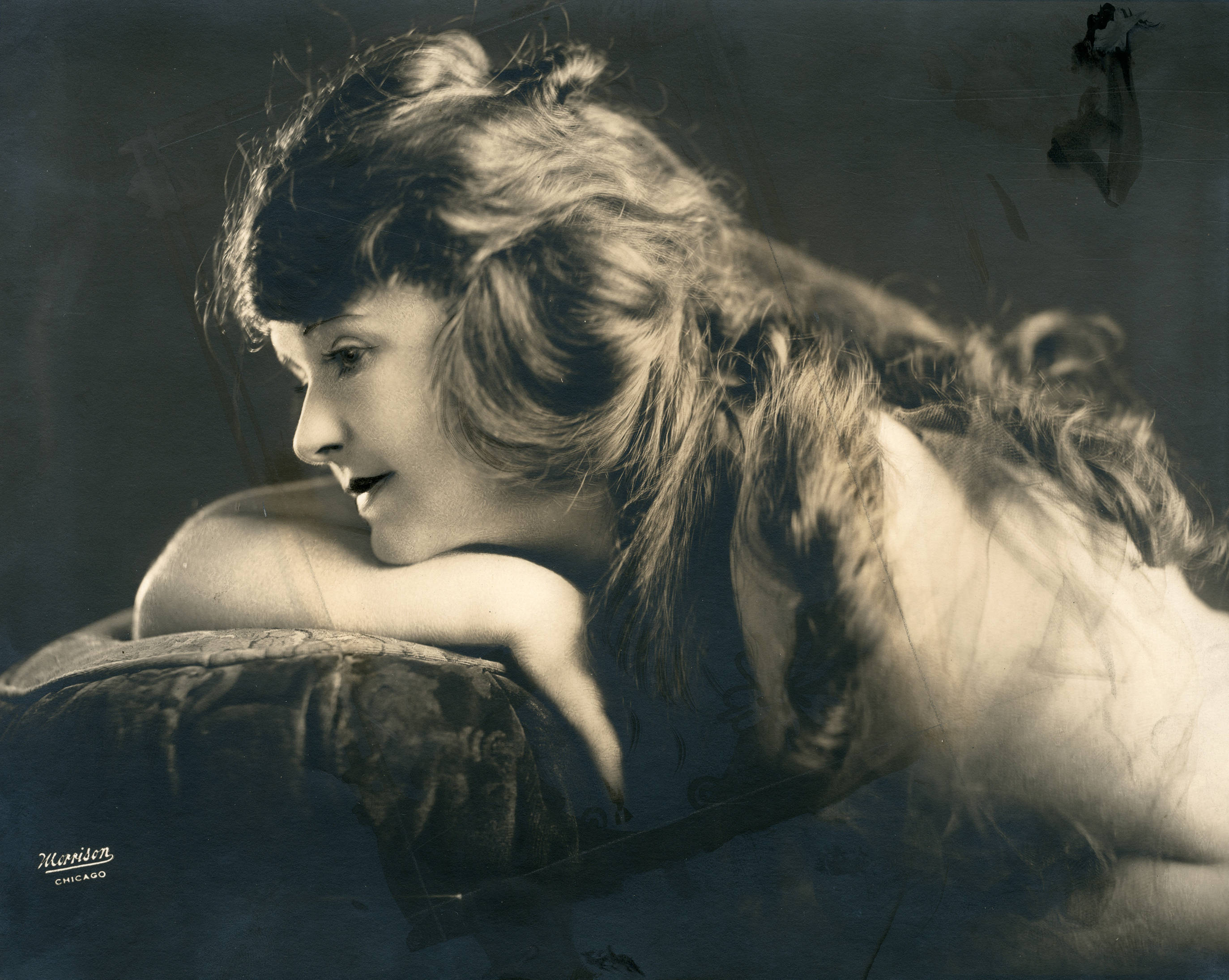
Martha Morton, vaudeville actress
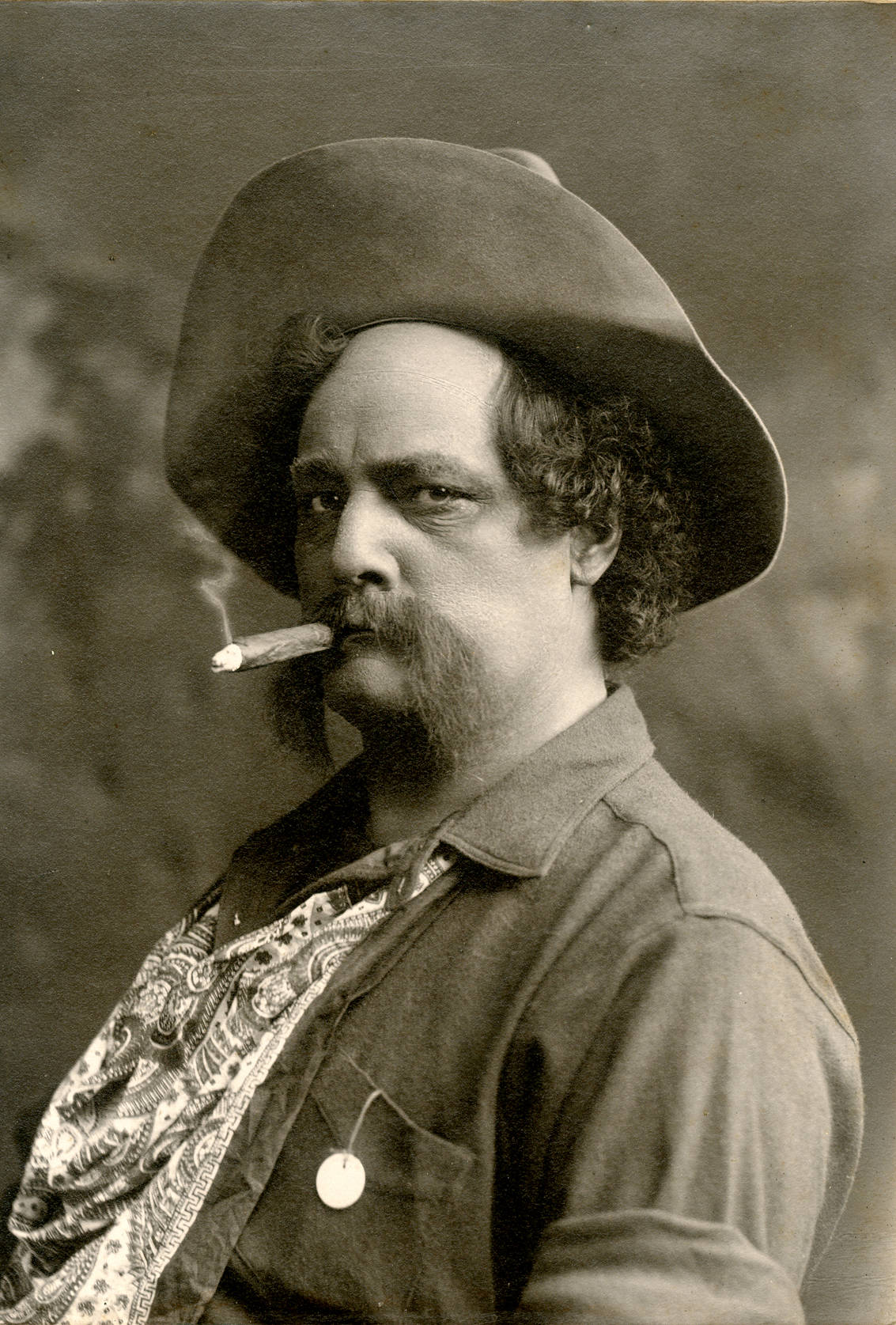
Melbourne MacDowell, vaudeville entertainer
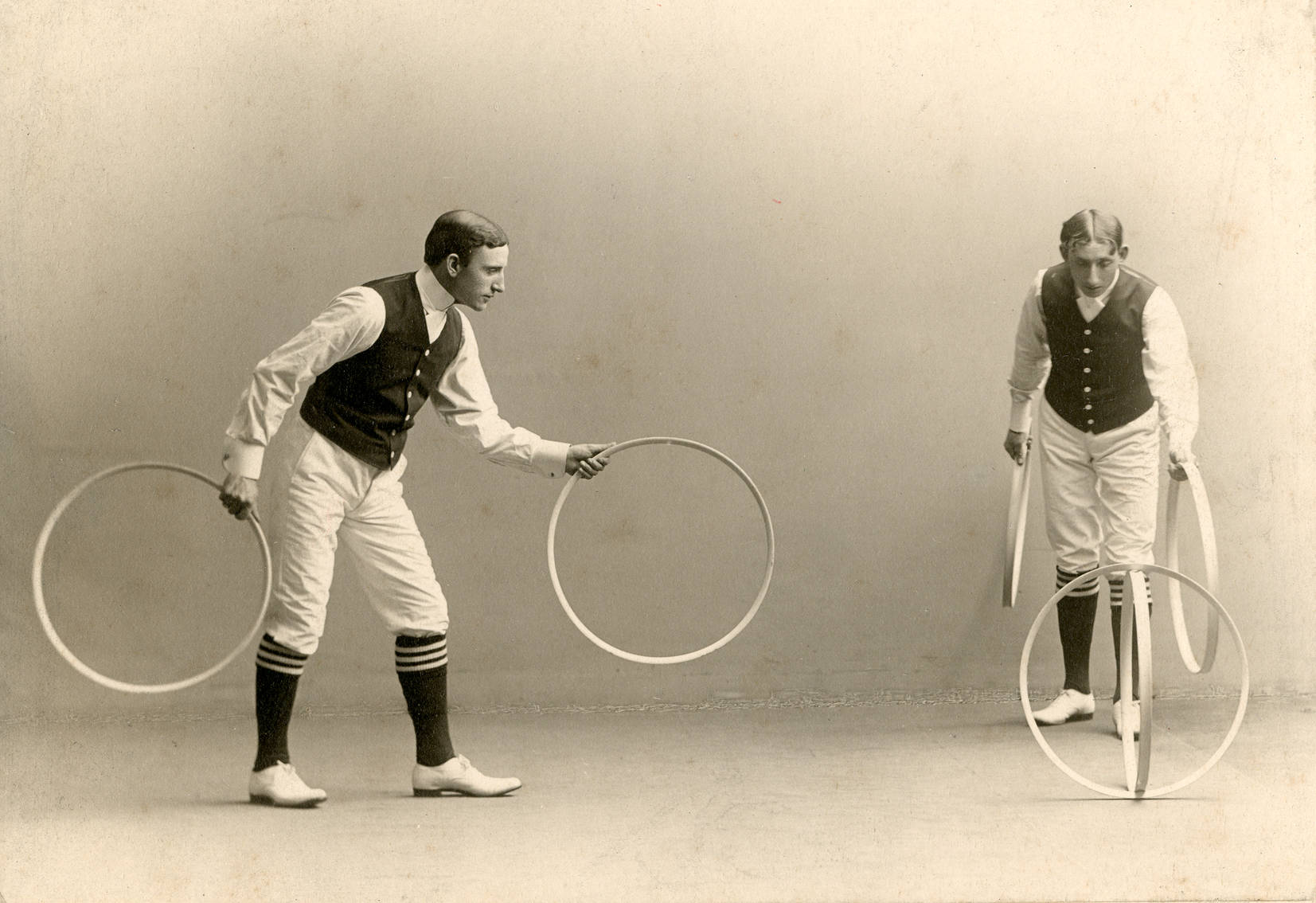
Ollie Young and Brother
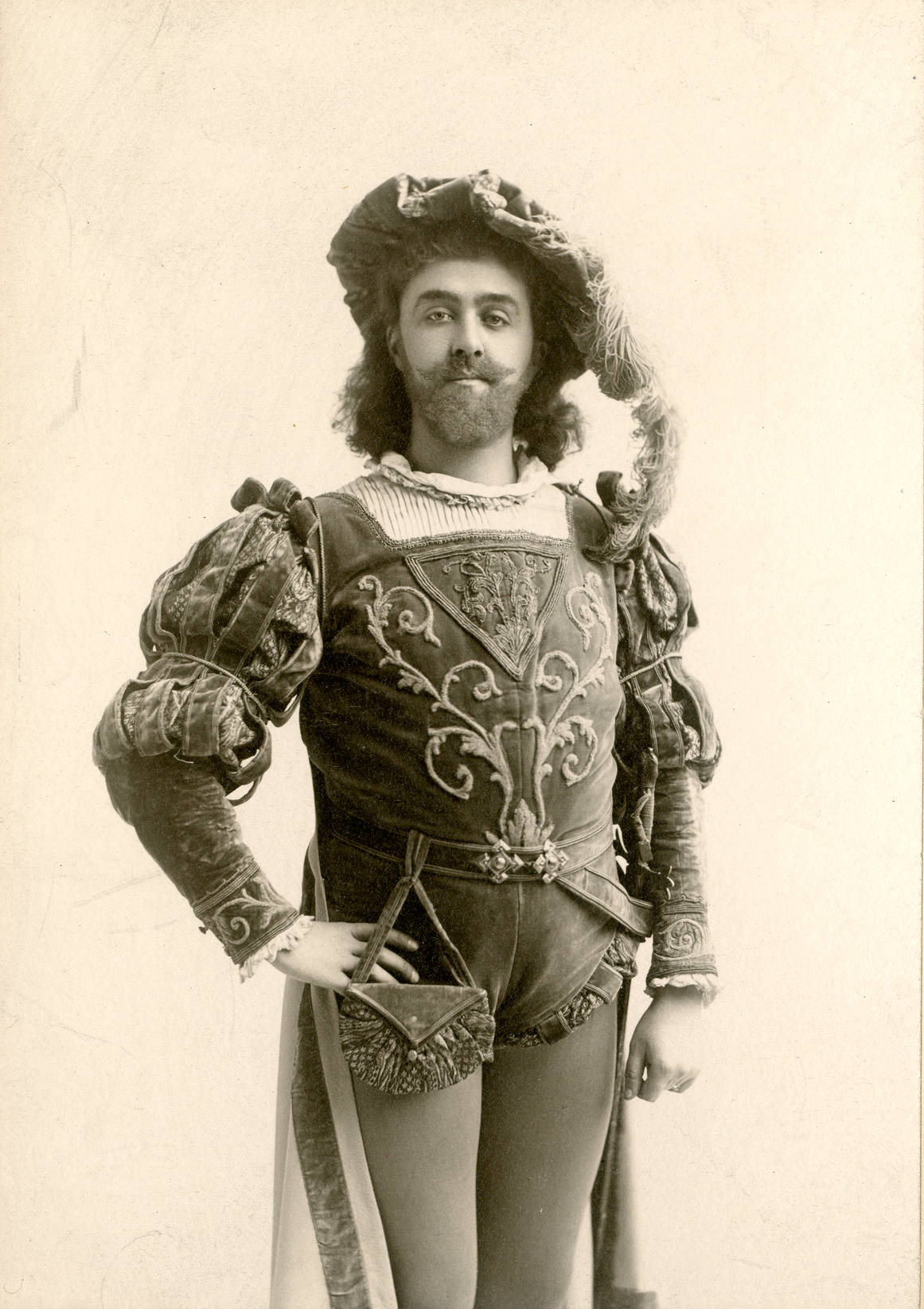
Opera singer Alberti
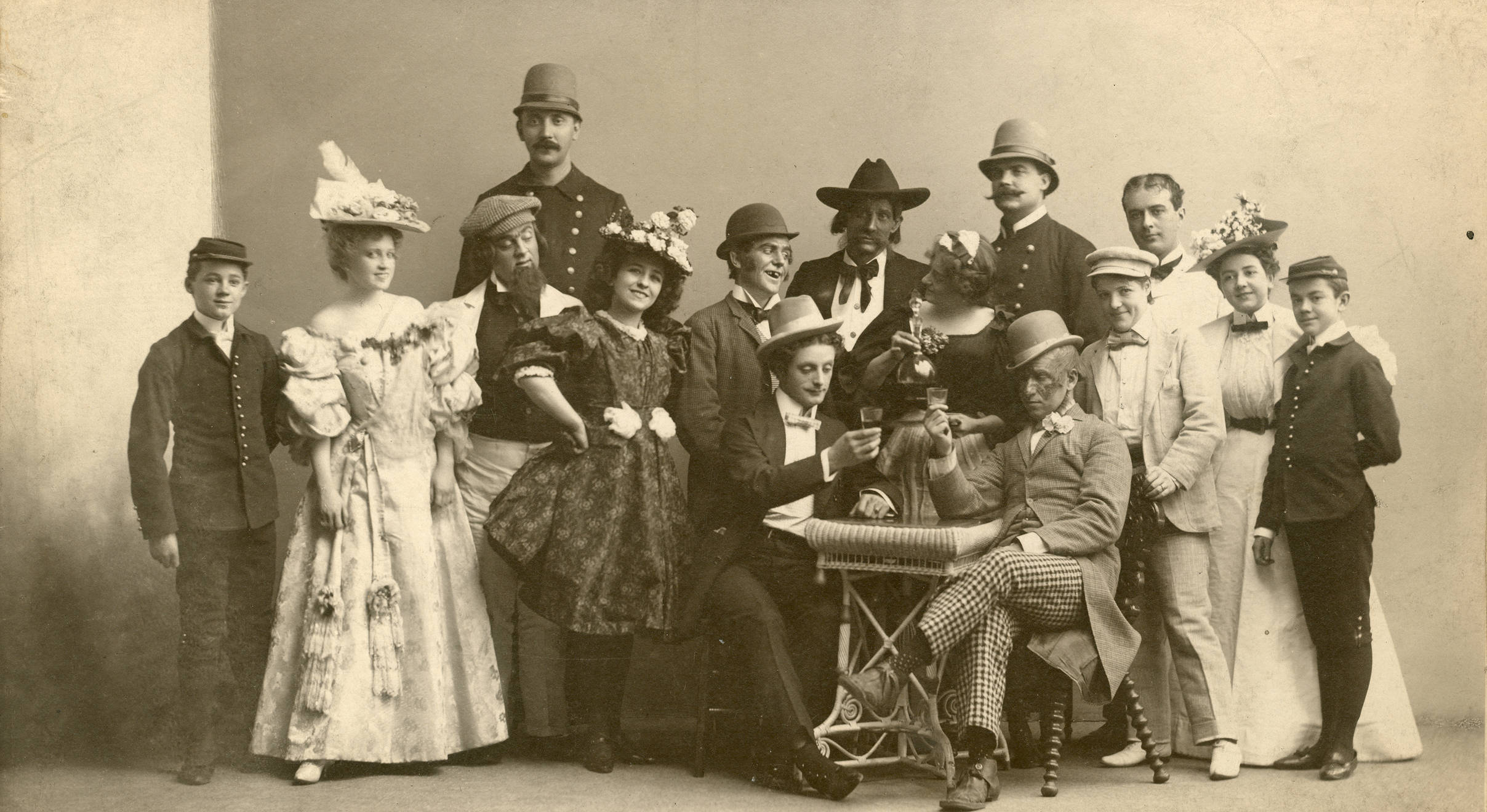
The cast of the stage musical "At Gay Coney Island"
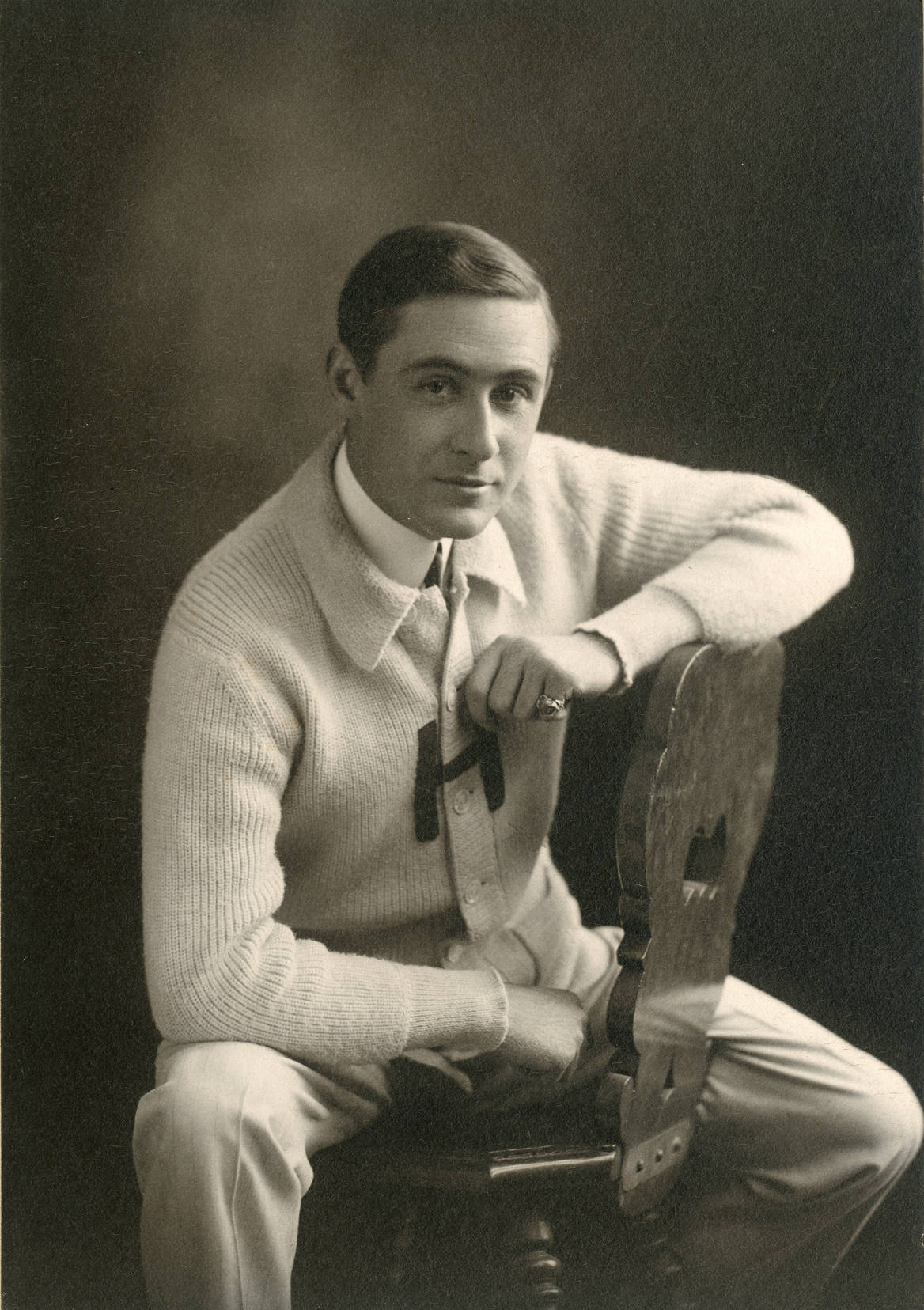
W Douglas Stevenson, stage actor
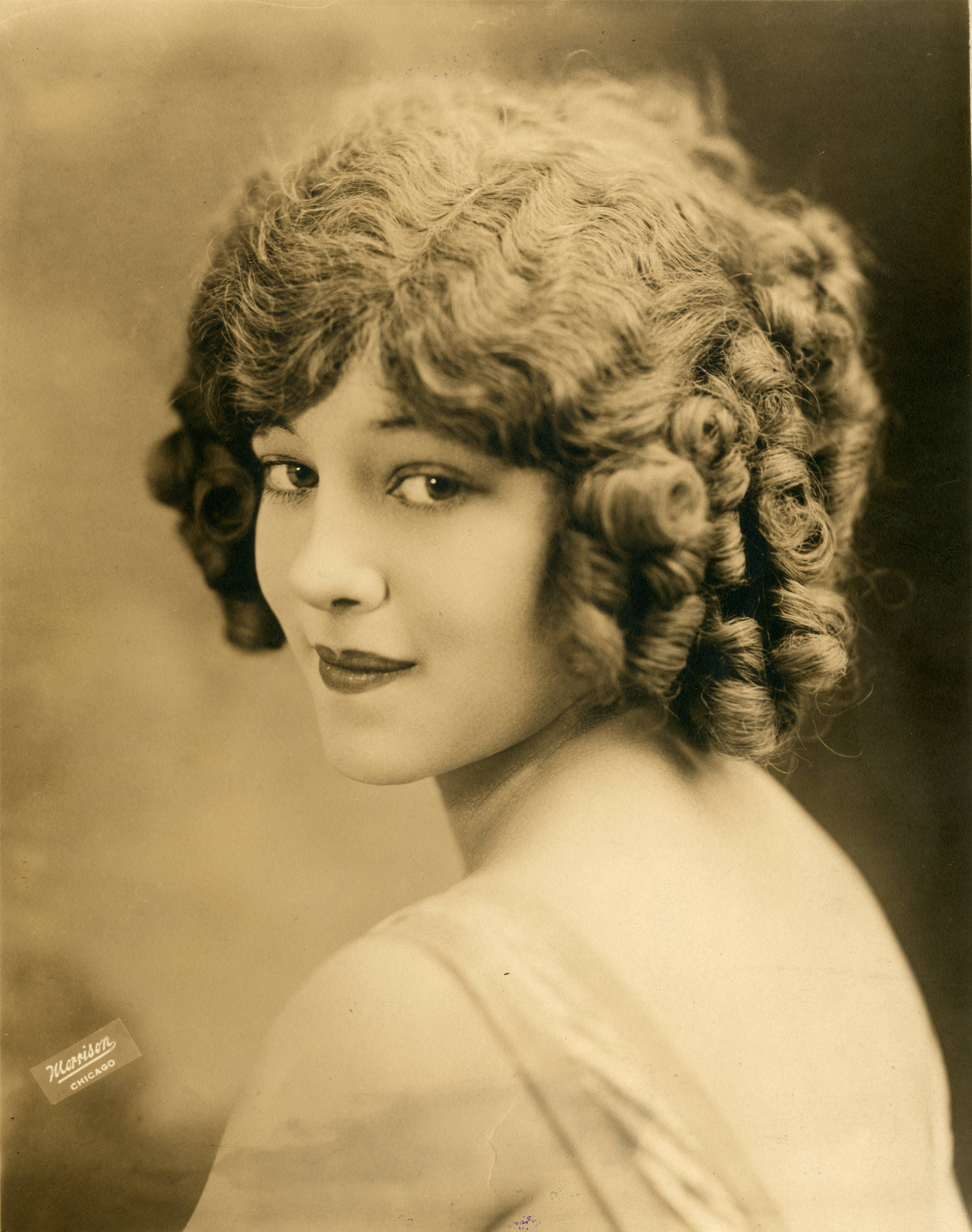
Vaudeville dancer Ina Alcova
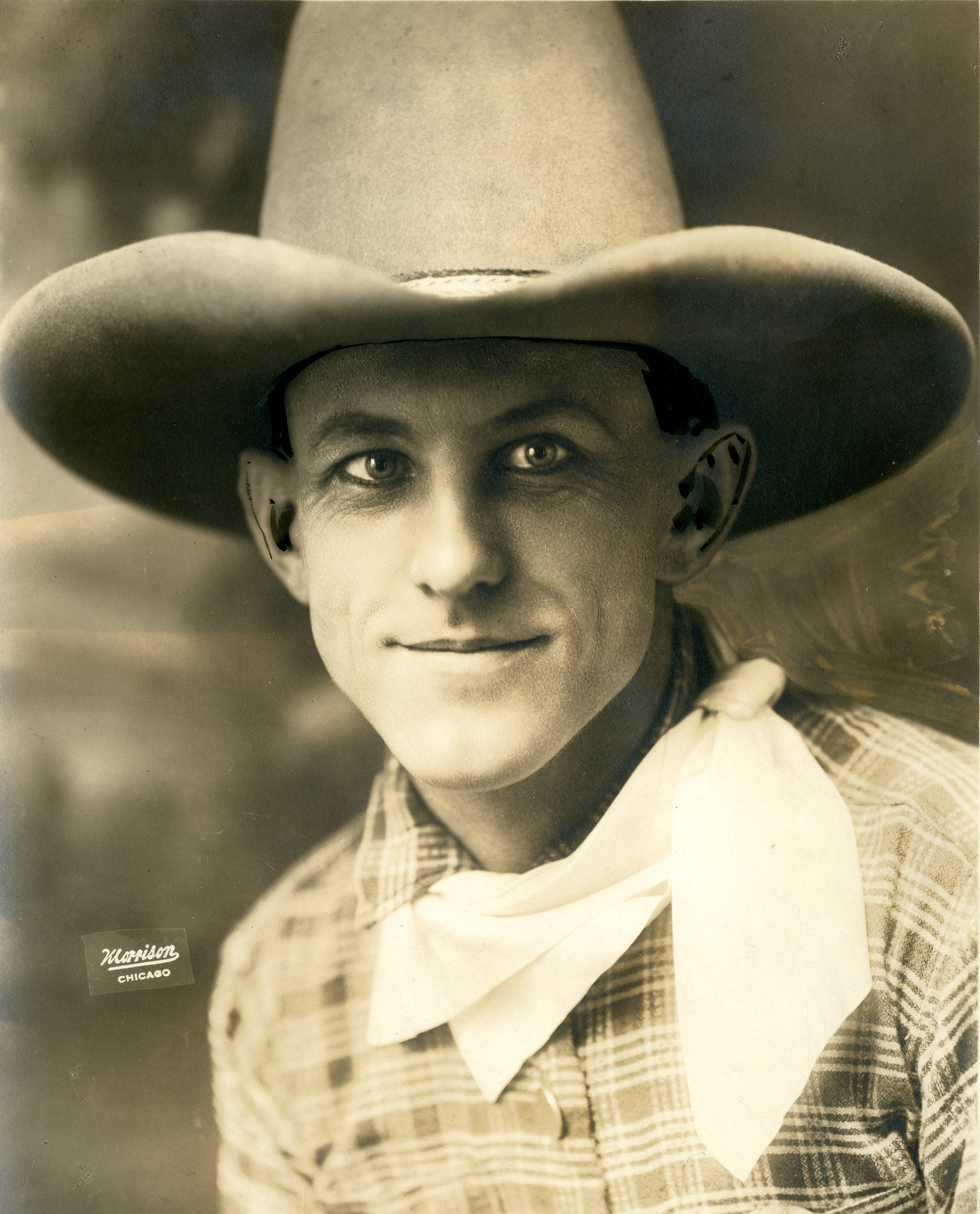
Vaudeville entertainer Chuck Hass
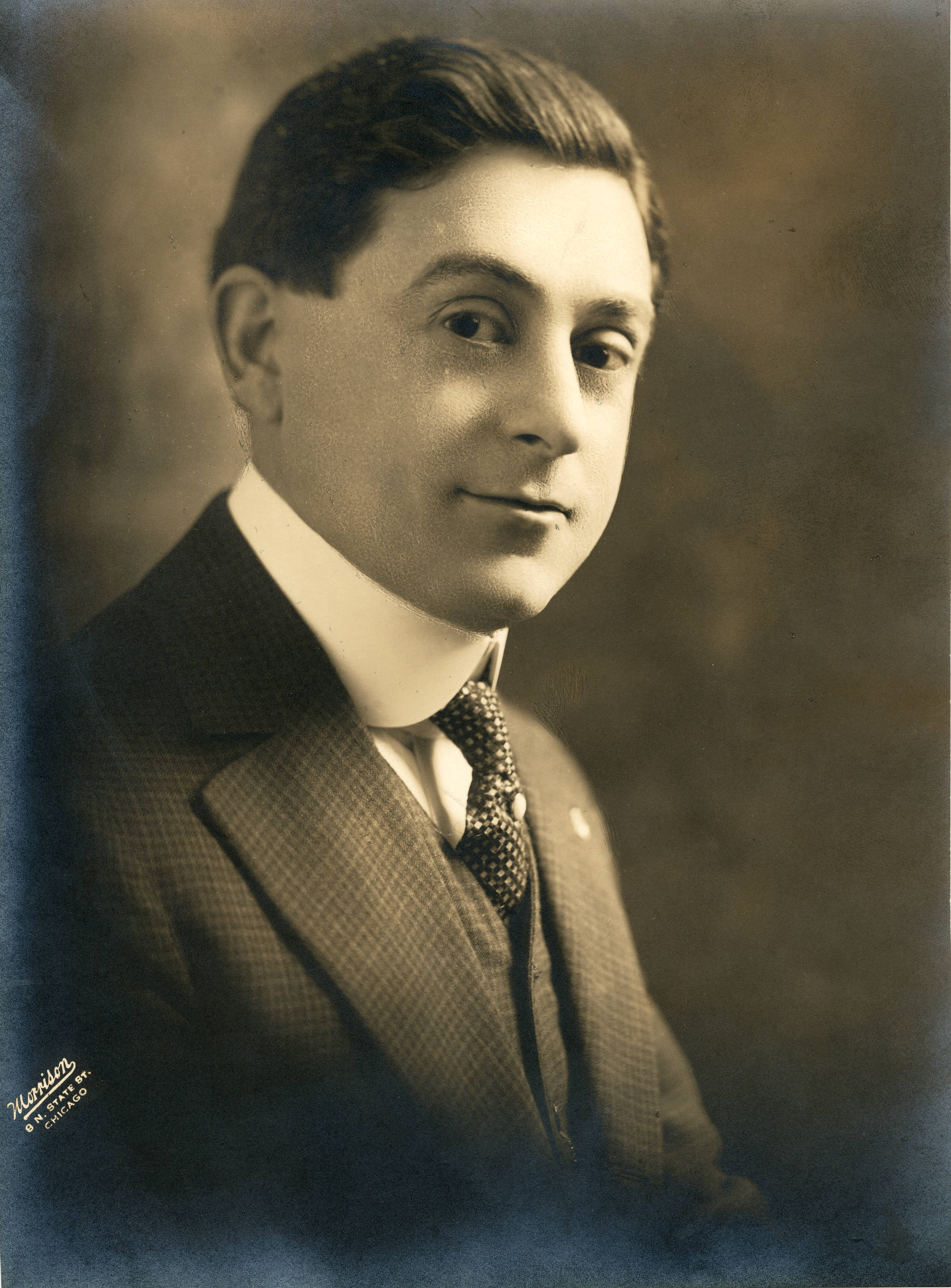
Vaudeville entertainer Wallie Brooks
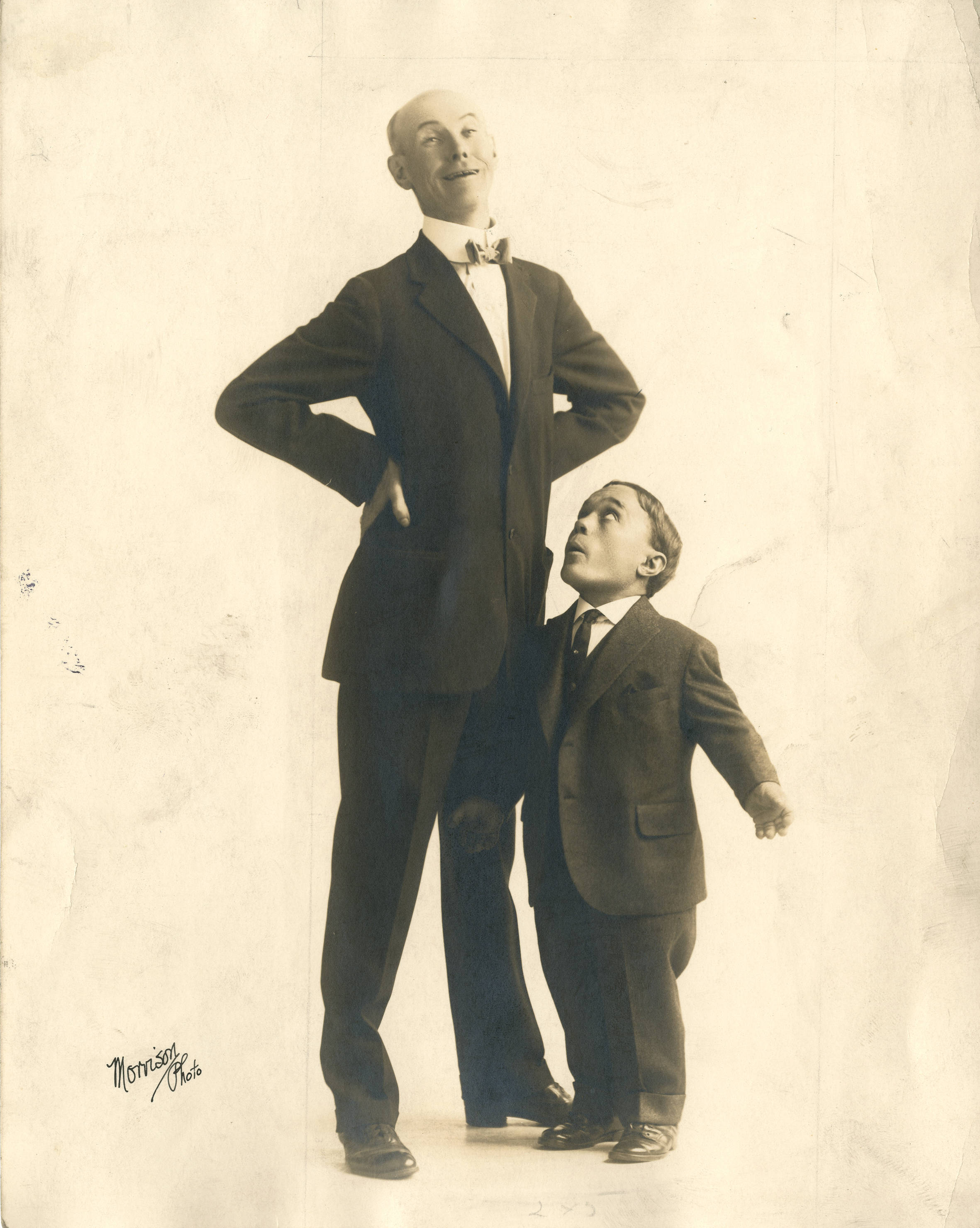
The Marco Twins, a vaudeville act
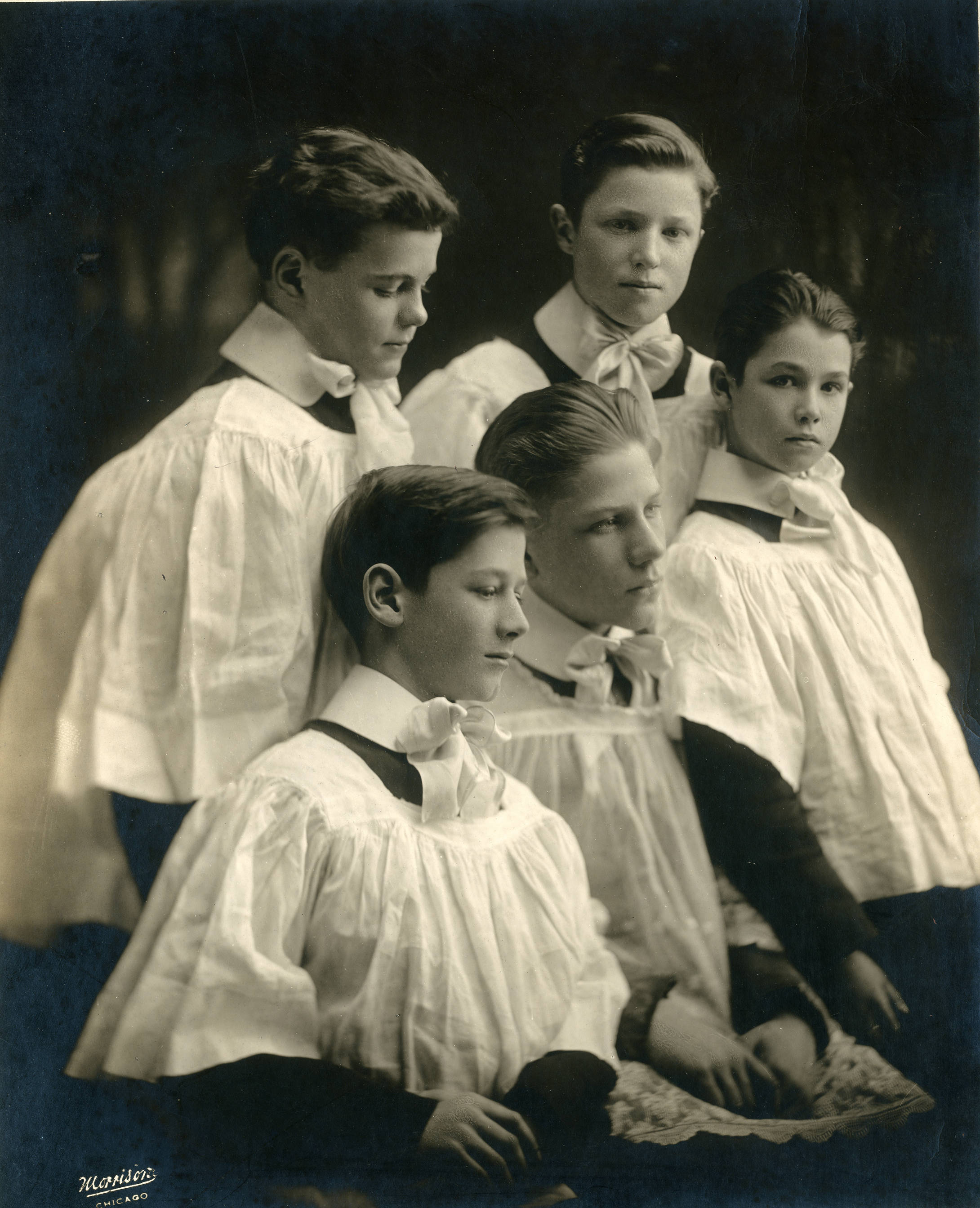
The Paulist Choristers--a boy choir